# Глісада

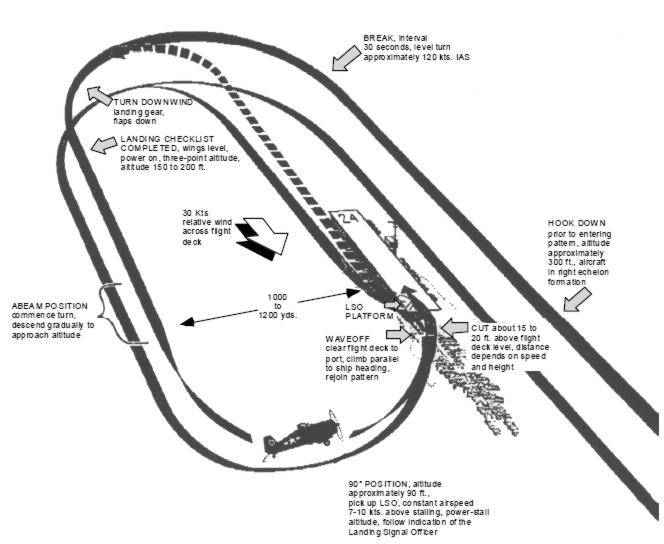
Діаграма заходу на посадку американського літака часів Другої світової війни

Гліса́да (фр. glissade — «ковзання») — траєкторія польоту літального апарата, по якій він знижується безпосередньо перед посадкою. В результаті польоту по глісаді літальний апарат попадає у зону приземлення на злітно-посадковій смузі.
У парапланеризмі базовою глісадою називається пряма траєкторія безпосередньо перед посадкою.
Кут нахилу глісади — кут між поверхнею глісади та поверхнею горизонту. Кут нахилу глісади (КНГ) є однією з важливих характеристик злітно-посадкової смуги аеродрому. Для сучасних цивільних аеродромів зазвичай перебуває в інтервалі 2…4,5°. На величину кута нахилу глісади може впливати наявність перешкод в зоні аеродрому.
В СРСР типовим значенням кута нахилу глісади було прийнято 2°40′. Міжнародна організація цивільної авіації рекомендує кут нахилу глісади 3°.
Також глісадою інколи називають сам процес зниження літака перед посадкою.